# Kosmos 2371
Kosmos 2371, ruski komunikacijski satelit iz programa Kosmos. Vrste je Potok. 
Lansiran je 4. srpnja 2000. godine u 23:44 s kozmodroma Bajkonura (Tjuratam) u Kazahstanu. Lansiran je u geosinkronu orbitu oko planeta Zemlje raketom nosačem Proton-K/DM-2 8K72K. Orbita mu je 35872 km u perigeju i 35916 km u apogeju. Orbitna inklinacija mu je 1,44°. Spacetrackov kataloški broj je 26394. COSPARova oznaka je 2000-036-A. Zemlju obilazi u 1441,58 minuta. Pri lansiranju bio je mase kg. 

## Vanjske poveznice
- N2YO.com Search Satellite Database (engl.)
- Celes Trak SATCAT Format Documentation (engl.)
- Kunstman  Arhivirana inačica izvorne stranice od 12. kolovoza 2019. (Wayback Machine) Satellites in Orbit (engl.)